# Henri Cornaz
Pour les articles homonymes, voir Cornaz.
Henri Cornaz, né en avril 1920 à Yverdon-les-Bains et mort le 21 juin 2008, est un imprimeur et éditeur vaudois.

## Biographie
Henri Cornaz, typographe, imprimeur passionné, explique les secrets de son métier dans un livre autobiographique : Du plomb et de puce, un imprimeur dans le siècle. Engagé dans la vie locale de sa ville de naissance, il participe également à la constitution d'une coopérative d'habitation et lance le Ciné-club d'Yverdon.
Henri Cornaz remet en valeur l'Encyclopédie d'Yverdon, de Fortuné Barthélemy de Félice (1770-80), 2e Comte di Panzutti (en), grâce à une riche exposition et à la réimpression de certaines des planches imprimées. Ami de Benno Besson, Henri Cornaz consacre un livre au metteur en scène yverdonnois devenu directeur de la troupe du Berliner Ensemble. Mélomane, il publie également pendant des années des articles dans la Revue musicale de Suisse romande.
Chef d'entreprise un peu contre son gré (il doit reprendre la direction de l'imprimerie paternelle), Henri Cornaz adhère au POP yverdonnois en 1947. Il le quitte sans fracas en 1956, après les événements en Hongrie. Il reste néanmoins un homme engagé, notamment aux côtés du FLN. C'est également lui qui imprime la « plate-forme de la Soummam », document essentiel de la Révolution algérienne. Avec Nils Andersson et ses éditions La Cité, avec Jean Mayerat également, il contribue à faire de la Suisse un carrefour important du combat contre le colonialisme. Fondateur des éditions La Thièle (du nom de la rivière traversant la capitale du Nord vaudois), celles-ci publient notamment Janine Massard, Gaston Cherpillod, Mousse Boulanger, des ouvrages sur Yverdon-les-Bains et Johann Heinrich Pestalozzi ainsi qu'une une importante étude de Jacques Urbain sur la chanson populaire.
Henri Cornaz-Besson décède le 21 juin 2008. Un fonds Henri Cornaz a été créé à la Bibliothèque communale d'Yverdon-les-Bains. Ses Archives sont déposées aux Archives cantonales du canton de Vaud.

## Sources
- Fonds : Cornaz (Henri) (1723-2017) [6.35 mètres linéaires].  Cote : CH-000053-1 PP 1012. Archives cantonales vaudoises (présentation en ligne).
- « Henri Cornaz », sur la base de données des personnalités vaudoises sur la plateforme « Patrinum » de la Bibliothèque cantonale et universitaire de Lausanne.
- Pierre Jeanneret, Henri Cornaz est toujours vivant - Gauchebdo 2008/06/27
- André Gavillet, Henri Cornaz, imprimeur et humaniste – Domaine Public, 2010/11/22
- http://www.enbas.ch/pdf/Cornaz_depliant.pdf